# 講座

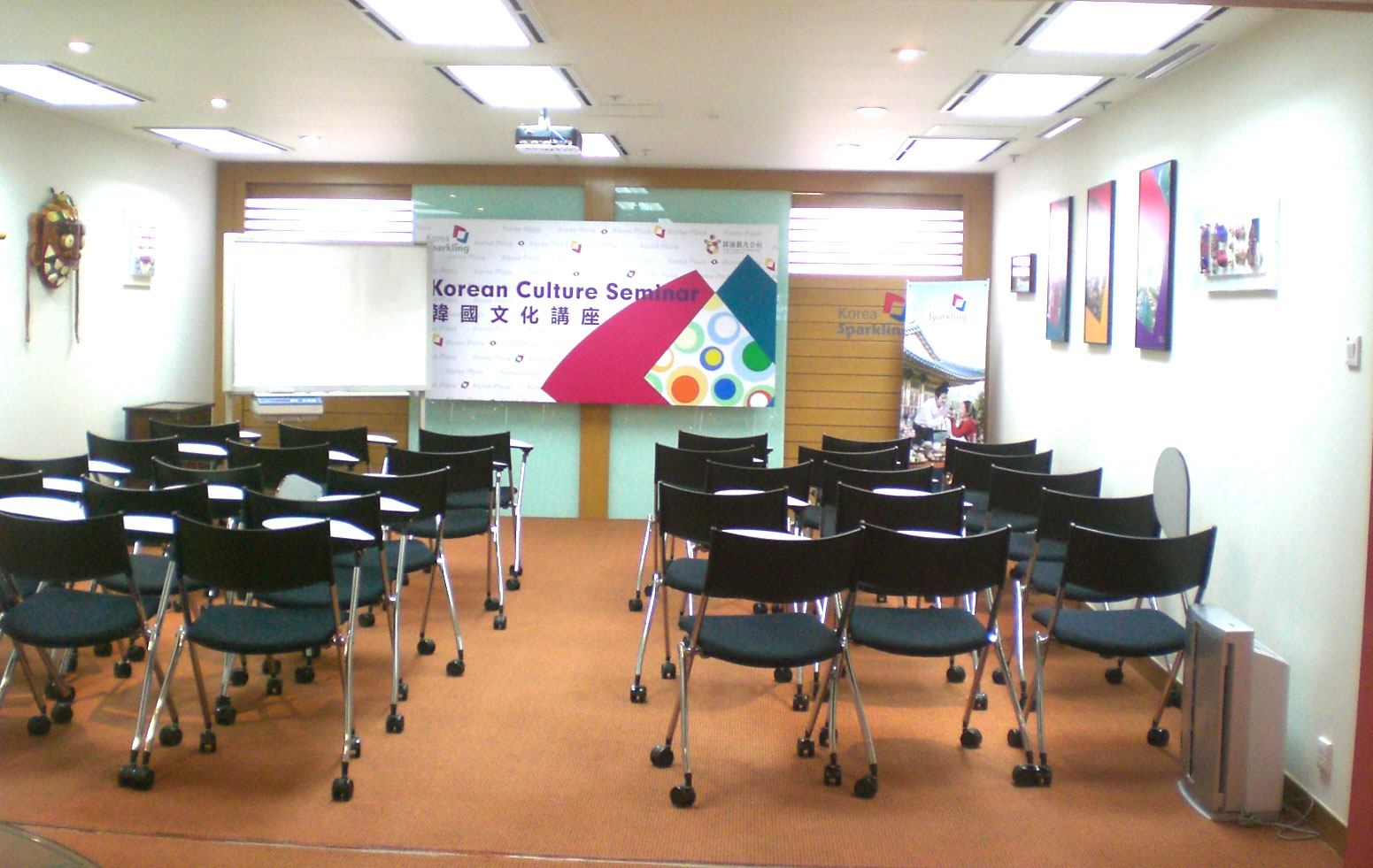
講座的課室

講座（英語：Seminar）是一種知識、學術、資訊溝通的方式，通常在一個禮堂類的論壇，程序由講台上的主持人、嘉賓演講者發表論文、分享知識經驗，尾段現場觀眾發問時間，由現場人士台上台下互動討論。講座通常都是面對面的雙向溝通，除非時間不足、講稿太長、講者趕時間要早走。
講座的成功與否，多數視乎受眾者人數、交流氣氛熱鬧否。

## 講座元素
- 興趣主題
- 適中地點/場地
- 時間
- 語言
- 主持人、名嘴
- 嘉賓座位表、名牌
- 活動流程
- 講稿

## 設施
- 項目管理
- 邀請信
- 海報、橫額
- 投影機
- 麥克風
- 白板、水筆
- 交換紀念品
- 小禮物
- 大會錄音

## 組織者
- 社會團體
- 社會組織
- 維基講座
- 香港家庭計劃指導會

## 類似的活動
- 研討會
- 交流會
- 展覽會
- 學術發報會
- 記者會